# Tegelen
Tegelen est un village situé dans la commune néerlandaise de Venlo, dans la province du Limbourg. Le 1er janvier 2023, le village comptait 18 855 habitants. Tegelen est situé sur la Meuse.

## Histoire
Tegelen a été une commune indépendante jusqu'au 1er janvier 2001. À cette date, elle est supprimée et rattachée à Venlo.

## Personnalités
- Mathias Leenders (1883-1958), rosiériste ;
- Max Warmerdam (2000-), joueur d'échecs néerlandais, y est né.

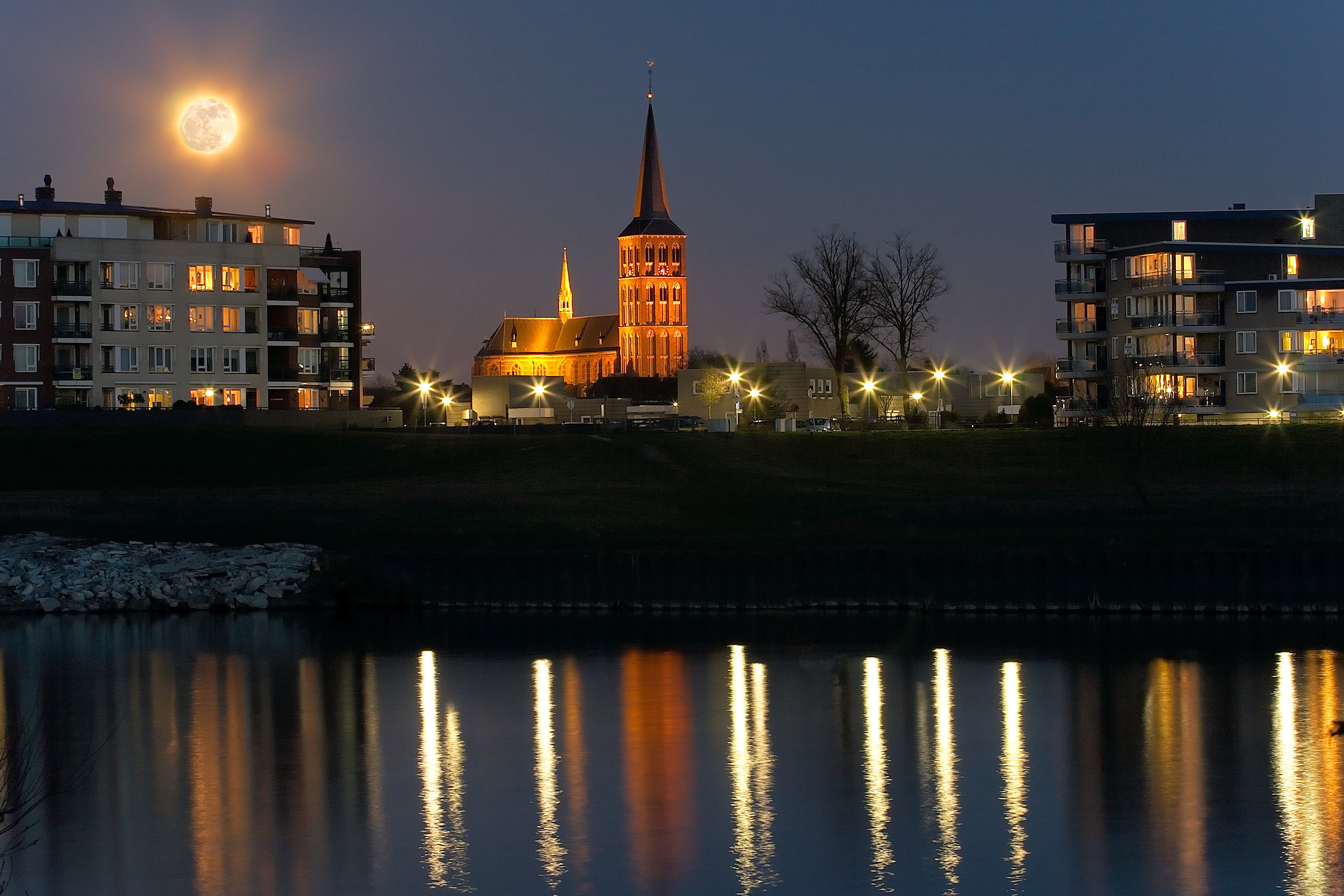
Le quartier Maasveld de Tegelen de la municipalité de Venlo, avec l'église Saint-Martin.